# Sangrur (dystrykt)
Sangrur – dystrykt w stanie Pendżab w Indiach.

## Informacje
Dystrykt Sangrur powstał w 1948 roku. Jego nazwa pochodzi od miasta Sangrur, który jest główną siedzibą władz.

## Demografia
W 2011 roku w dystrykcie Sangrur mieszkało 1 665 169 ludności, w tym 878 029 mężczyzn i 777 140 kobiet. W stosunku do wyników spisu z 2001 roku wzrosła gęstość zaludnienia z 400 osoby na kilometr kwadratowy do 457 osób, przy powierzchni dystryktu wynoszącej 1356 km². Według spisu ludności z 2011 roku 67,99% ludności potrafi czytać i pisać, w tym 73,18% mężczyzn i 62,17% kobiet.

## Turystyka
Miejsca które można odwiedzić: Gurudwara Nankiana Sahib w Sangrur.